# Продрозверстка
Продрозкладка, продовольча розкладка— спосіб заготівлі сільськогосподарської продукції радянською владою шляхом реквізиції, як складова «продовольчої диктатури» при здійсненні політики воєнного комунізму. Запроваджена декретом Ради народних комісарів РСФРР від 11 січня 1919 року, діяв до березня 1921 року. В Україні продрозкладку запровадив ВУЦВК УСРР власним декретом від 13 квітня 1919 року «Про розверстку лишків врожаю 1918 та попередніх років». Активними діячами політики «продовольчої диктатури» були: нарком продовольства РСФРР Олександр Цюрупа, нарком землеробства РСФРР Семен Середа, керівник українського народного секретаріату  внутрішніх справ УНРР Євгенія Бош. Із запровадженням Нової економічної політики продрозкладка в Україні була замінена декретом ВУЦВК від 19 травня 1923 року «Про єдиний сільськогосподарський податок» на продовольчий податок.

## Продрозкладка в Україні
Хлібна розверстка накладалася на селянські господарства площею землі понад 5 десятин, причому на господарства площею понад 10 десятин розверстка була за підвищеними нормами. Головний тягар продрозкладки був покладений на заможних селян, які і раніше доводили незадоволеність політикою більшовиків. Продрозкладка полягала в обов'язковій здачі селянами державі за встановленими цінами «лишків» хліба та інших продуктів (понад встановлені норми на особисті й господарчі потреби). Кількість продуктів Народний комісаріат продовольства розподіляв (розверстував) між губерніями, Губернські продовольчі комітети (Губпродкоми) розподіляли одержане завдання між повітами, а повітпродкоми — між волостями, волосна ж влада доводила його до окремих сіл та господарств. Десята частина хліба, зданого за продрозкладкою волостю, залишалася у розпорядженні місцевих органів для допомоги біднякам. Виконанням продрозкладки займались народний комісаріат продовольства та Головне управління державного продуктообміну. Для стягнення хліба з селян використовували воєнізовані продзагони робітників, військові підрозділи ВУНК та Червоної армії, спільно з комбідами і місцевими радами. Стягнення проводились шляхом репресивних методів: конфіскація майна та реманенту, кругова порука й заручники, загороджувальні загони, арешти і розстріли саботажників і «спекулянтів-мішечників».

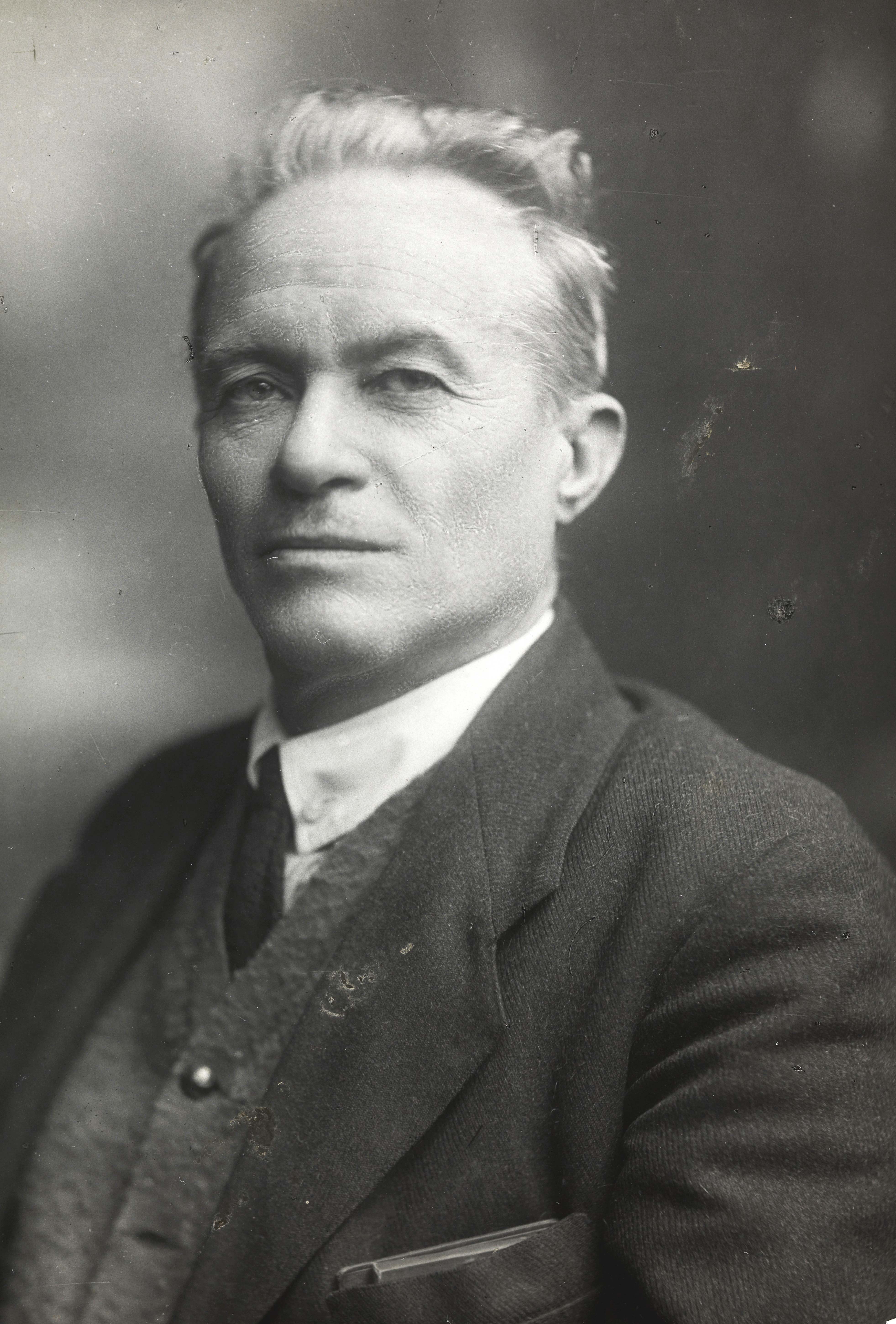
Олександр Цюрупа
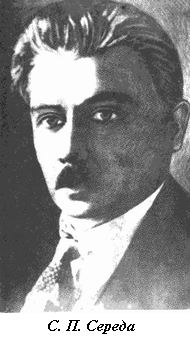
Семен Середа
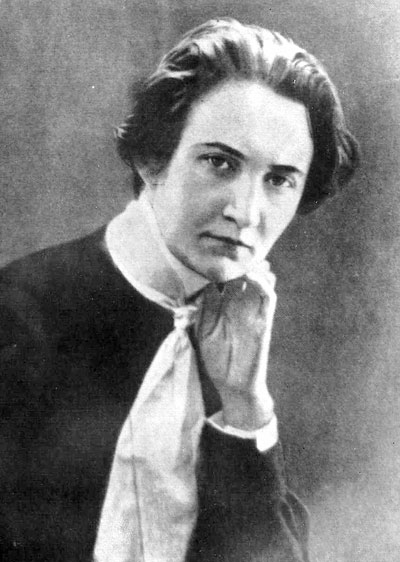
Євгенія Бош
Більшовицький продзагін на Україні
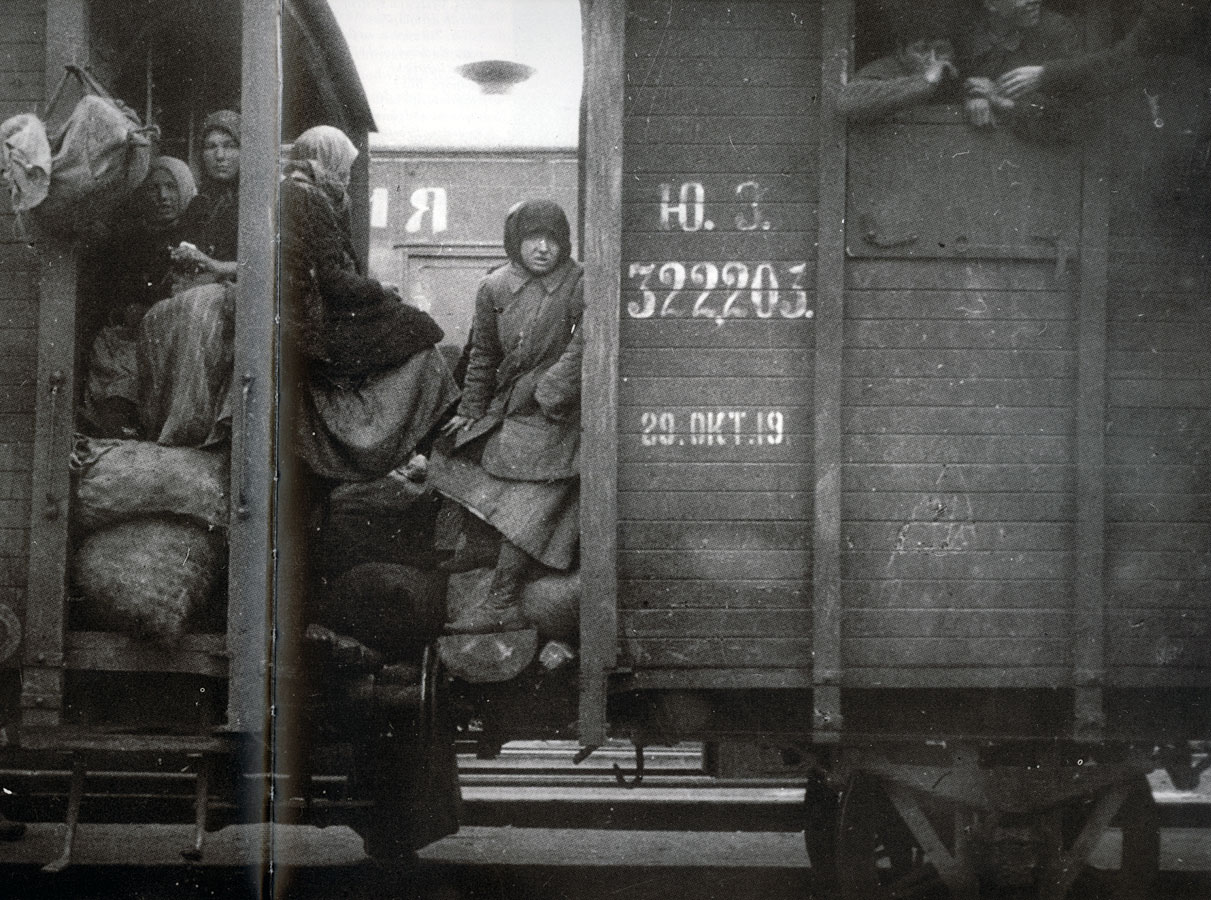
«Мішечники» на транспорті
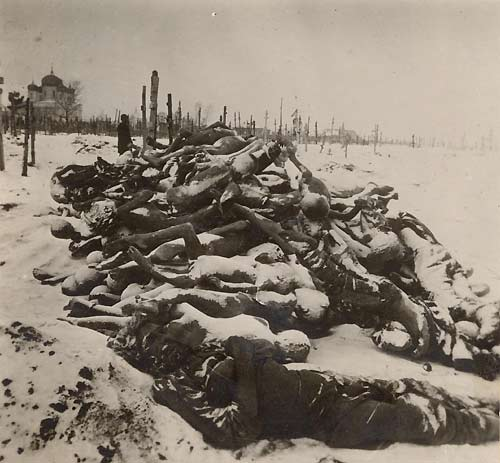
Наслідки «продовольчої диктатури»

Наступ денікінських сил Білої армії припинив пограбування селян. Але поразка Білого руху й нова радянська влада в Україні поновили продрозкладку. Москва вимагала від радянської влади на Україні щодня постачати 100 вагонів із хлібом. Голова Раднаркому УСРР Християн Раковський і народний комісар продовольства М. К. Володимиров підписали 26 лютого 1920 року новий закон про 160 млн пудів продрозкладки усіх видів сільськогосподарської продукції на господарства з наділом понад 3 десятини, але у випадку невиконання половини планів у встановлений строк (до 1 травня), продрозкладка стягувалась із усіх дворів.
29 березня наступного року Раднарком видав постанову «Про зменшення зернової розкладки на врожай 1920 року». Господарства Волинської, Катеринославської, Харківської та Чернігівської губерній звільнялись від продрозкладки. У цих губерніях дозволявся вільний продуктообмін. Іншим губерніям було встановлено наступні плани: Запорізькій — 15 млн пудів, Полтавській — 13 млн пудів, Київській — 9,5 млн пудів, Кременчуцькій — 6,5 млн пудів, Одеській і Миколаївській — по 3 млн пудів, Донецькій — 2,5 млн пудів, Подільській — 1,5 млн пудів збіжжя. Спочатку продрозкладка поширювалася на хліб і фуражне зерно, але невдовзі охопила майже всі сільськогосподарські продукти, буквально всі види сировини тваринного і рослинного походження: прядиво, щетина, кінське волосся, коров'яче волосся, копита, роги тощо.
Злочинна політика державної конфіскації продовольства у селян стала головною причиною  Голодомору в Україні 1921—1923 та голоду на Поволжі 1921—1922 років.